# Orkan Christian
Orkan Christian, im Vereinigten Königreich inoffiziell St Jude’s Day Storm, in Schweden Höststormen Simone (‚Herbststurm Simone‘), war ein Orkan, der am 27. und 28. Oktober 2013 in West- und Nordeuropa schwere Schäden anrichtete. Betroffen waren vor allem die Küstenregionen Norddeutschlands (Schleswig-Holstein/Niedersachsen), Dänemark, die Niederlande, Südengland sowie Südschweden. Auch Teile Mitteldeutschlands hatten Schäden zu verzeichnen.

## Namen
Wie jedes Hoch- und Tiefdruckgebiet seit 1954 erhielt auch dieser Orkan seinen Namen durch die Freie Universität Berlin, wobei diese Namen seit einigen Jahren im Rahmen der Aktion Wetterpate vergeben werden. Diese Namen werden inzwischen informell auch in anderen Staaten Europas verwendet, mit Ausnahme des Vereinigten Königreiches und Skandinaviens.
Der im Vereinigten Königreich verwendete Name St Jude’s Day Storm wurde nicht, wie ursprünglich berichtet, von einem Mitarbeiter des britischen Met Office vergeben, und das Met Office gab an, den Urheber des Namens nicht zu kennen. Tatsächlich wurde der Name des Sturms von dem Meteorologen Leon Brown erdacht, der für den Weather Channel arbeitet, und zwar nach dem Feiertag des Heiligen Judas Thaddäus, der am 28. Oktober stattfindet, dem Tag, an dem der Höhepunkt des Sturmes erwartet wurde. Der Name wurde zuerst auf Twitter populär, bevor er von den Medien im Vereinigten Königreich übernommen wurde.
Sveriges meteorologiska och hydrologiska institut wählte den Namen Simone, weil deren Namenstag auf den 28. Oktober fällt. Hier spricht man von Höststormen (Herbststurm).

## Sturmverlauf

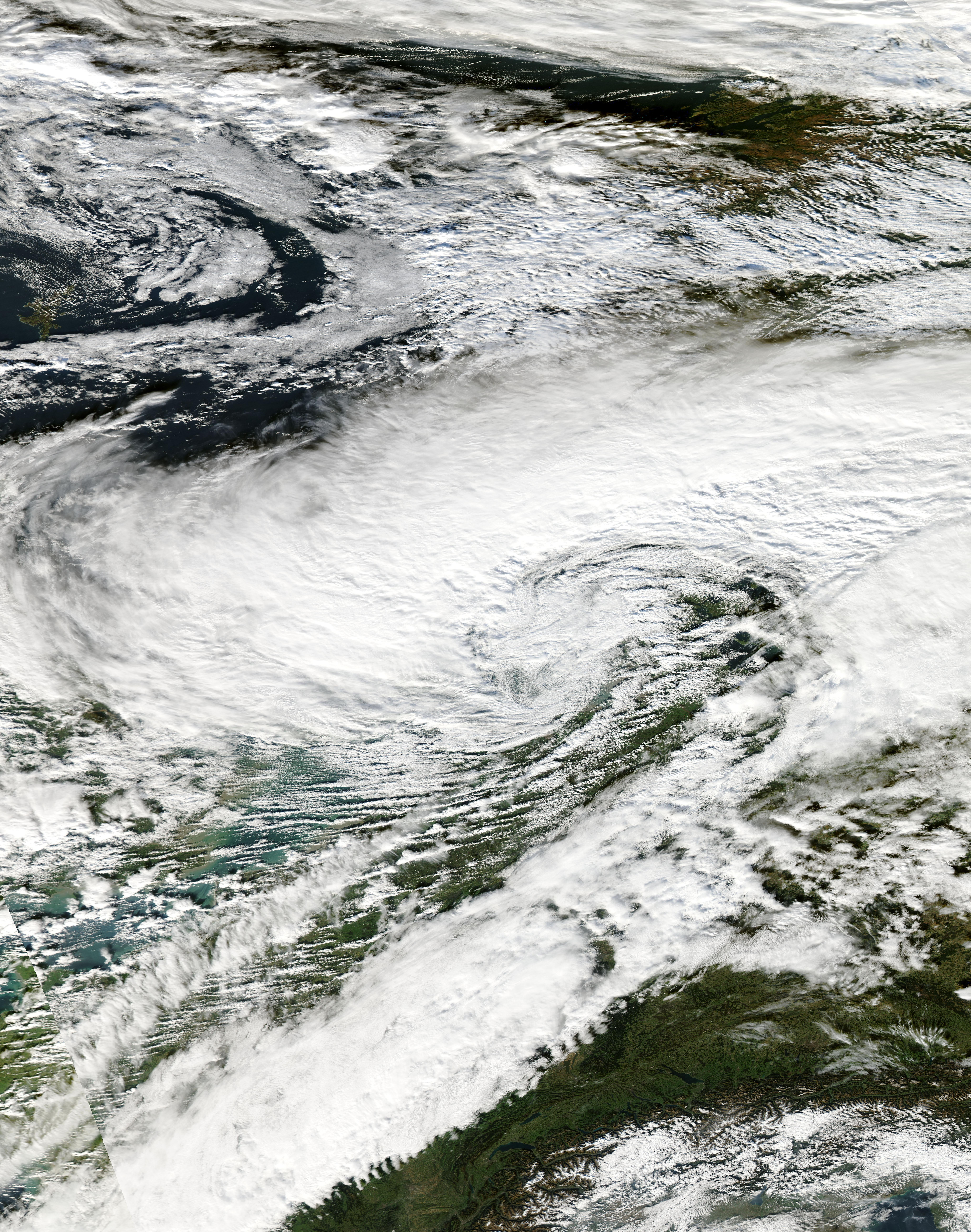
Satellitenaufnahme, 28. Oktober 2013 um 12:10 UTC, „Auge“ über der Ostsee, Schleppfront quer über Mitteleuropa

Am 25. Oktober bildete sich vor der amerikanischen Ostküste ein sekundäres Tief an der Südflanke des südöstlich von Grönland gelegenen Islandtiefs Burkhard. Vom Jetstream getrieben zog Christian rasch ostwärts über den Nordatlantik und vertiefte sich.
Das sich entwickelnde Tief bildete ein baroklines Blatt, bevor es sich unter dem Jetstream hindurchschob; dieser absorbierte bereits das Resttief des früheren tropischen Sturmes Lorenzo im mittleren Nordatlantik. Die tropische Luft jenes Sturms versorgte das sich entwickelnde Tiefdruckgebiet mit ausreichend Energie, verstärkte den Jet Stream und trug dazu bei, dass sich das Tiefdruckgebiet in einem Gebiet intensivierte, das näher an Europa lag als üblich. Dadurch setzte eine rapide Intensivierung ein, bevor der Sturm auf Westeuropa traf.
Der Sturm erreichte die Küsten der Bretagne und Englands am 27. Oktober gegen 19 Uhr, und der minimale Luftdruck war auf 990 hPa gesunken; in Böen erreichte der Sturm Windgeschwindigkeiten von mehr als 110 km/h. Um 22 Uhr wurden an der bretonischen Küste Windböen mit mehr als 130 km/h aufgezeichnet. Der Luftdruck fiel auf 984 hPa, während der Sturm in ostnordöstlicher Richtung über den Süden des Vereinigten Königreiches und die Küsten des Ärmelkanals hinwegzog.
Über Südengland wurden zwei Starkwindfelder beobachtet: Das eine traf vor dem Durchzug des Sturmes die Südküste Großbritanniens und das zweite betraf East Anglia und den Südosten Englands, als der Sturm in die Nordsee zog. Dieses zweite Windfeld ist nach Angaben von Meteorologen möglicherweise ein Sting Jet, ein Gebiet, in dem die Windgeschwindigkeiten durch schnell absteigende Fallwinde aus den oberen Schichten des Sturmes verstärkt werden.
Bis zum 28. Oktober 2013 um 18 Uhr wurde im dänischen Kegnæs mit 193 km/h die stärkste Windböe registriert. Die höchste Windgeschwindigkeit auf deutschem Gebiet wurde mit je 191 km/h auf den Inseln Helgoland und Borkum gemessen. In Frankreich wurden die stärksten Böen gemessen mit 147 km/h in Cap Gris-Nez, mit 134 km/h in Camaret-sur-Mer, mit 126 km/h in Boulogne-sur-Mer, mit 125 km/h am Cap de la Hague, mit 116 km/h in Ouessant, 115 km/h auf der Île de Groix und mit 112 km/h an der Pointe du Raz. Stellenweise fielen während des Sturmes bis zu 40 mm Niederschlag.
Der Sturm hatte ein enormes Druckgefälle, sodass er Warmluft weit aus dem Süden nach Mitteleuropa zog: Südöstlich, vor der langverschleppten Kaltfront des Tiefs, herrschten Temperaturen weit über 20 °C.

## Auswirkungen
Bis zum Abend des 29. Oktober 2013 kamen in Europa durch den Sturm offiziell mindestens 14 Menschen ums Leben, davon sechs in Deutschland. Vier Menschen kamen im Vereinigten Königreich ums Leben, zwei in den Niederlanden, einer in Dänemark und einer in Frankreich.

### Vereinigtes Königreich
130 Flüge von und nach dem Flughafen London-Heathrow wurden gestrichen und der Fährverkehr zwischen Dover und Calais war unterbrochen, weil der englische Hafen geschlossen war. Der Reaktor B des Kernkraftwerkes Dungeness wurde aus Sicherheitsgründen abgeschaltet. Das Gebäude des Cabinet Office in Whitehall wurde durch einen Kran beschädigt, der im Wind umfiel.

### Deutschland

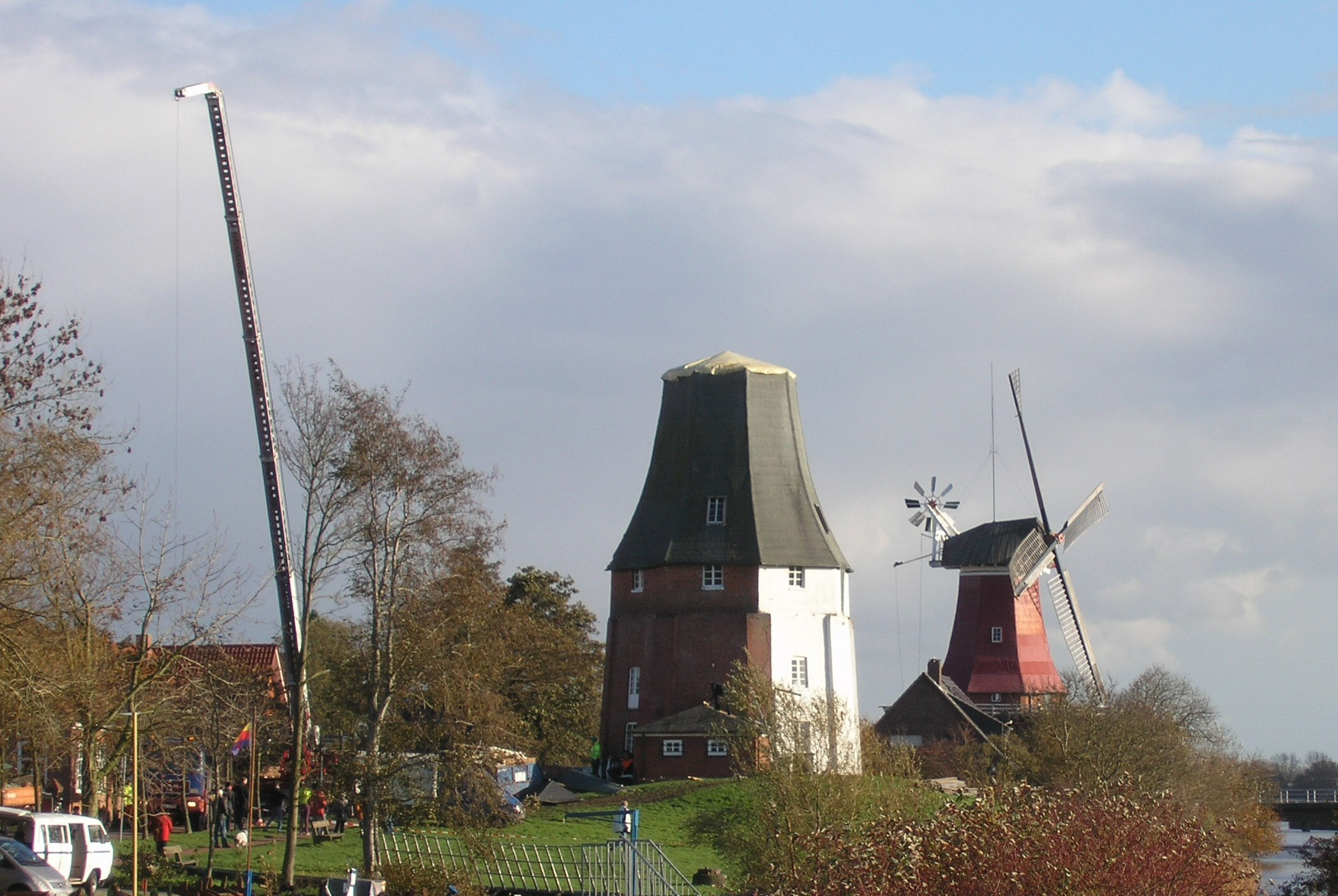
Greetsieler Zwillingsmühlen am 30. Oktober 2013

In weiten Teilen Nord- und Nordwestdeutschlands kam es zum völligen Erliegen des öffentlichen Verkehrs. Insbesondere nördlich einer Linie Dortmund – Hannover – Berlin sowie im Großteil Nordrhein-Westfalens kam es zu starken Beeinträchtigungen im Bus- und Bahnverkehr, in Schleswig-Holstein musste ab dem Nachmittag des 28. Oktober aufgrund von massiven Sturmschäden der gesamte Zugverkehr eingestellt werden. Die S-Bahn Hamburg stand bis auf die Tunnelstrecke still; auch die U-Bahn- sowie der Eisenbahn-Verkehr waren beeinträchtigt. Zudem wurde der Flugverkehr zeitweise massiv beeinträchtigt.
Im ostfriesischen Touristen- und Fischerort Greetsiel wurde durch den Orkan eine der beiden Zwillingsmühlen, die ein Wahrzeichen des Ortes sind, stark beschädigt.
Im zur nordfriesischen Gemeinde Reußenköge gehörenden Sönke-Nissen-Koog wurden in größerer Zahl die in der Denkmalliste des Landes-Schleswig-Holstein eingetragenen Wirtschaftsgebäude stark in Mitleidenschaft gezogen. Ein landwirtschaftliches Anwesen wurde ganz zerstört. Auch in den benachbarten Kögen wurden vielfach Bäume entwurzelt und Gebäude beschädigt.
Windenergieanlagen speisten in Deutschland am 28. Oktober zwischen 11 Uhr und 12 Uhr eine maximale Leistung von 24,7 GW ins Netz. Dies bedeutete zu diesem Zeitpunkt einen neuen deutschen Rekord, der jedoch bereits Anfang Dezember während des Orkantiefs Xaver wieder übertroffen wurde. Im Tagesschnitt wurden über 20 GW geliefert, mit Minimalwerten im Bereich von 18 GW. Die insgesamt an diesem Tag produzierte Strommenge lag bei rund 500 Millionen kWh.